# Armenia ai Giochi della XXXII Olimpiade
L'Armenia ha partecipato ai Giochi della XXXII Olimpiade, che si sono svolti a Tokyo, Giappone, dal 23 luglio all'8 agosto 2021 (inizialmente previsti dal 24 luglio al 9 agosto 2020 ma posticipati per la pandemia di COVID-19) con diciassette atleti, tredici uomini e quattro donne.
Si è trattato della settima partecipazione di questo paese ai Giochi estivi.

## Medaglie

### Medaglie per disciplina
| Sport             | Oro | Argento | Bronzo | Totale |
| ----------------- | --- | ------- | ------ | ------ |
| Sollevamento pesi | 0   | 1       | 0      | 1      |
| Pugilato          | 0   | 0       | 1      | 1      |
| Ginnastica        | 0   | 0       | 1      | 1      |
| Lotta             | 0   | 1       | 0      | 1      |
| Totale            | 0   | 2       | 2      | 4      |

### Medaglie d'argento
| Medaglia | Nome              | Sport             | Evento |
| -------- | ----------------- | ----------------- | ------ |
| Argento  | Artur Aleksanyan  | Lotta             | 97 kg  |
| Argento  | Simon Martirosyan | Sollevamento Pesi | 109 kg |

### Medaglie di bronzo
| Medaglia | Nome              | Sport      | Evento               |
| -------- | ----------------- | ---------- | -------------------- |
| Bronzo   | Artur Davtyan     | Ginnastica | Volteggio            |
| Bronzo   | Hovhannes Bachkov | Pugilato   | Pesi leggeri (63 kg) |

## Delegazione
| Sport             | Uomini | Donne | Totale |
| ----------------- | ------ | ----- | ------ |
| Atletica leggera  | 0      | 1     | 1      |
| Ginnastica        | 1      | 0     | 1      |
| Judo              | 1      | 0     | 1      |
| Lotta             | 6      | 0     | 6      |
| Nuoto             | 1      | 1     | 2      |
| Pugilato          | 3      | 0     | 3      |
| Sollevamento pesi | 1      | 1     | 2      |
| Tiro              | 0      | 1     | 1      |
| Totale            | 13     | 4     | 17     |

## Risultati

### Atletica leggera
| Q | Qualificato al turno successivo per la posizione in qualificazione                                                           |
| q | Qualificato per il turno successivo per ripescaggio o, negli eventi su campo, conquistando la misura minima per qualificarsi |

Eventi su pista e strada
| Atleta              | Evento      | Batteria  | Batteria  | Semifinale      | Semifinale      | Finale          | Finale          |
| Atleta              | Evento      | Risultato | Posizione | Risultato       | Posizione       | Risultato       | Posizione       |
| ------------------- | ----------- | --------- | --------- | --------------- | --------------- | --------------- | --------------- |
| Kristina Alvertsian | 100 m piani | 16"42     | 21ª       | Non qualificata | Non qualificata | Non qualificata | Non qualificata |

### Ginnastica artistica
Maschile
| Atleta        | Evento    | Qualificazione | Qualificazione | Finale          | Finale          |
| Atleta        | Evento    | Punteggio      | Posizione      | Punteggio       | Posizione       |
| ------------- | --------- | -------------- | -------------- | --------------- | --------------- |
| Artur Davtyan | Volteggio | 14.866         | 2º Q           | 14,733          |                 |
| Artur Davtyan | Cavallo   | 14,566         | 13º            | Non qualificato | Non qualificato |

### Judo
Maschile
| Atleta               | Evento | Preliminari                   | 16-esimi             | Ottavi               | Quarti               | Semifinali           | Ripescaggio          | Med. bronzo          | Finale               | Posizione       |
| Atleta               | Evento | Avversario Risultato          | Avversario Risultato | Avversario Risultato | Avversario Risultato | Avversario Risultato | Avversario Risultato | Avversario Risultato | Avversario Risultato | Posizione       |
| -------------------- | ------ | ----------------------------- | -------------------- | -------------------- | -------------------- | -------------------- | -------------------- | -------------------- | -------------------- | --------------- |
| Ferdinand Karapetian | −73 kg | Z. Smagulov (KAZ) P (000-001) | Non qualificato      | Non qualificato      | Non qualificato      | Non qualificato      | Non qualificato      | Non qualificato      | Non qualificato      | Non qualificato |

### Lotta

#### Libera
Maschile
| Atleta            | Evento | Ottavi                     | Quarti               | Semifinali           | Ripescaggio Turno 1  | Ripescaggio Turno 2  | Finale / FB          | Pos.            |
| Atleta            | Evento | Avversario Risultato       | Avversario Risultato | Avversario Risultato | Avversario Risultato | Avversario Risultato | Avversario Risultato | Pos.            |
| ----------------- | ------ | -------------------------- | -------------------- | -------------------- | -------------------- | -------------------- | -------------------- | --------------- |
| Arsen Harutyunyan | -57 kg | E. Bekhbayar (MGL) P (1-3) | Non qualificato      | Non qualificato      | Non qualificato      | Non qualificato      | Non qualificato      | Non qualificato |
| Vazgen Tevanyan   | -65 kg | G. Rashidov (ROC) P (0-3)  | Non qualificato      | Non qualificato      | Non qualificato      | Non qualificato      | Non qualificato      | Non qualificato |

#### Greco-Romana
| Atleta           | Evento | Ottavi                        | Quarti                      | Semifinali                 | Ripescaggio Turno 1  | Ripescaggio Turno 2  | Finale / FB               | Pos.            |
| Atleta           | Evento | Avversario Risultato          | Avversario Risultato        | Avversario Risultato       | Avversario Risultato | Avversario Risultato | Avversario Risultato      | Pos.            |
| ---------------- | ------ | ----------------------------- | --------------------------- | -------------------------- | -------------------- | -------------------- | ------------------------- | --------------- |
| Armen Melikyan   | -60 kg | A. Nejati (IRI) V (3-1)       | L. Temirov (UKR) P (1-3)    | Non qualificato            | Non qualificato      | Non qualificato      | Non qualificato           | Non qualificato |
| Karen Aslanyan   | -67 kg | B. Korpási (HUN) V (3-1)      | M. El-Sayed (EGY) P (1-3)   | Non qualificato            | Non qualificato      | Non qualificato      | Non qualificato           | Non qualificato |
| Karapet Chalyan  | -77 kg | J. Berdimuratov (UZB) V (3-0) | A. Chekhirkin (ROC) V (3-1) | A. Makhmudov (KGZ) P (1-3) | N.D.                 | N.D.                 | R. Huseynov (AZE) P (1-3) | 5º              |
| Artur Aleksanyan | -97 kg | U. Dzhuzupbekov (KGZ) V (3-1) | A. Savolainen (FIN) V (3-1) | M. Saravi (IRI) V (3-1)    | N.D.                 | N.D.                 | M. Evloev (ROC) P (1-3)   |                 |

### Nuoto
Maschile
| Atleta           | Gara               | Batterie | Batterie | Semifinali      | Semifinali      | Finale          | Finale          |
| Atleta           | Gara               | Tempo    | Pos.     | Tempo           | Pos.            | Tempo           | Pos.            |
| ---------------- | ------------------ | -------- | -------- | --------------- | --------------- | --------------- | --------------- |
| Artur Barseghyan | 50 m stile libero  | 23"14    | 43º      | Non qualificato | Non qualificato | Non qualificato | Non qualificato |
| Artur Barseghyan | 100 m stile libero | 49"78    | 38º      | Non qualificato | Non qualificato | Non qualificato | Non qualificato |

Femminile
| Atleta               | Gara               | Batterie | Batterie | Semifinali      | Semifinali      | Finale          | Finale          |
| Atleta               | Gara               | Tempo    | Pos.     | Tempo           | Pos.            | Tempo           | Pos.            |
| -------------------- | ------------------ | -------- | -------- | --------------- | --------------- | --------------- | --------------- |
| Varsenik Manucharyan | 100 m stile libero | 59.18    | 45ª      | Non qualificata | Non qualificata | Non qualificata | Non qualificata |

### Pugilato
Maschile
| Atleta             | Evento                | Sedicesimi                | Ottavi di finale           | Quarti di finale              | Semifinali                  | Finale               | Pos.            |
| Atleta             | Evento                | Avversaria Risultato      | Avversaria Risultato       | Avversaria Risultato          | Avversaria Risultato        | Avversaria Risultato | Pos.            |
| ------------------ | --------------------- | ------------------------- | -------------------------- | ----------------------------- | --------------------------- | -------------------- | --------------- |
| Koryun Soghomonyan | Pesi mosca (-52 kg)   | G. Yafai (GBR) P (RSC)    | Non qualificato            | Non qualificato               | Non qualificato             | Non qualificato      | Non qualificato |
| Hovhannes Bachkov  | Pesi leggeri (-63 kg) | Alston Ryan (ANT) V (5-0) | J. Chalabiyev (AZE) V(4-1) | Elnur Abduraimov (UZB) V(5-0) | Keyshawn Davis (USA) P(0-5) | Non qualificato      |                 |
| Arman Darchinyan   | Pesi medi (-75 kg)    | N.D.                      | Andrej Csemez (SVK) V(5-0) | Eumir Marcial (PHI) P(KO)     | Non qualificato             | Non qualificato      | Non qualificato |

### Sollevamento pesi
Maschile
| Atleta            | Evento  | Strappo   | Strappo    | Slancio   | Slancio    | Totale | Classifica |
| Atleta            | Evento  | Risultato | Classifica | Risultato | Classifica | Totale | Classifica |
| ----------------- | ------- | --------- | ---------- | --------- | ---------- | ------ | ---------- |
| Simon Martirosyan | -109 kg | 195 kg    | 1º         | 228 kg    | 3º         | 423 kg |            |

Femminile
| Atleta           | Evento | Strappo   | Strappo    | Slancio   | Slancio    | Totale | Classifica |
| Atleta           | Evento | Risultato | Classifica | Risultato | Classifica | Totale | Classifica |
| ---------------- | ------ | --------- | ---------- | --------- | ---------- | ------ | ---------- |
| Izabella Yaylyan | -59 kg | 95 kg     | 4ª         | 110 kg    | 8ª         | 205 kg | 7ª         |

### Tiro a segno/volo
Femminile
| Atleta            | Evento                     | Qualificazione | Qualificazione | Finale          | Finale          |
| Atleta            | Evento                     | Punteggio      | Classifica     | Punteggio       | Classifica      |
| ----------------- | -------------------------- | -------------- | -------------- | --------------- | --------------- |
| Elmira Karapetyan | Pistola 10m aria compressa | 573            | 18ª            | Non qualificata | Non qualificata |